# Phoniscus aerosa
Phoniscus aerosa је врста слепог миша из породице вечерњака (лат. Vespertilionidae).

## Распрострањење
Ареал врсте је ограничен на једну државу, ЈАР.

## Угроженост
Подаци о распрострањености ове врсте су недовољни.